# Jalan Kereta Api
Jalan Kereta Api is een bestuurslaag in het regentschap Pariaman van de provincie West-Sumatra, Indonesië. Jalan Kereta Api telt 747 inwoners (volkstelling 2010).